# Czarne zastępy – W hołdzie KAT
Czarne zastępy — W hołdzie KAT — музичний альбом, виданий червень 1998 року лейблом Pagan Records, що увібрав пісні різних гуртів, що представляють напрямки треш-метал, блек-метал, дез-метал, дум-метал.

## Список пісень
1. «Porwany obłędem» (виконує Damnation) — 04:28
2. «Noce Szatana» (виконує North) — 04:09
3. «Śpisz jak kamień» (виконує Unnamed) — 05:09
4. «Ostatni tabor» (виконує Behemoth) — 03:49
5. «Głos z ciemności» (виконує Grom) — 07:55
6. «Czarne zastępy» (виконує Hermh) — 03:16
7. «Bramy żądz» (виконує Luciferion ft. Snowy Shaw) — 07:01
8. «Diabelski dom cz.2» (виконує Prophecy) — 04:13
9. «Łza dla cieniów minionych» (виконує Insomnia) — 03:12
10. «Mag-Sex» (виконує Mastiphal) — 04:22
11. «Legenda wyśniona» (виконує Groan) — 07:35
12. «Wyrocznia» (виконує Vader) — 03:29
13. «Płaszcz skrytobójcy» (виконує Taranis) — 05:48
14. «Masz mnie wampirze» (виконує Immanis) — 02:44
15. «Czas zemsty» (виконує Lux Occulta) — 05:38